# Desmond Child

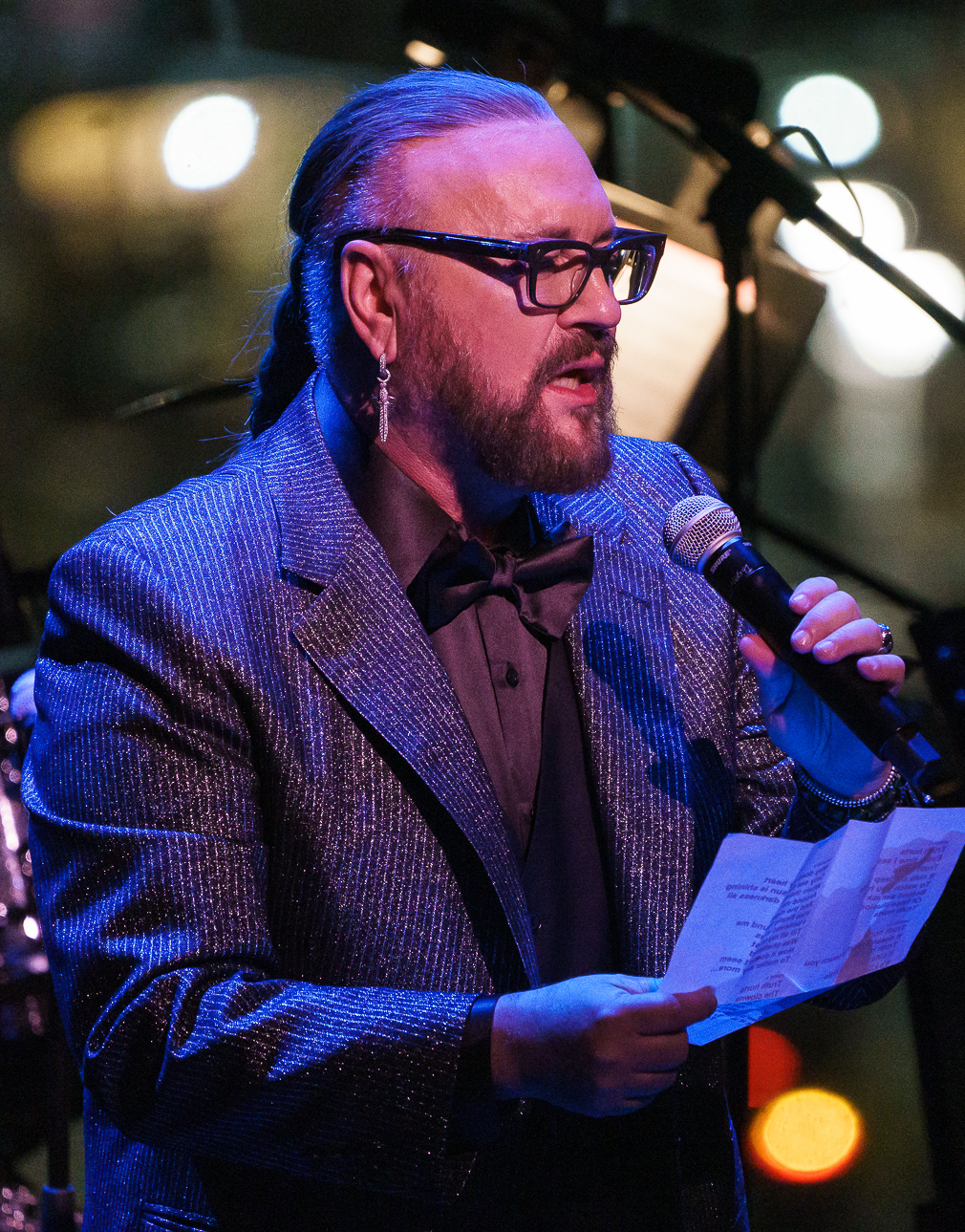
Desmond Child bei einem Auftritt im Februar 2019

Desmond Child, eigentlich John Charles Barrett (* 28. Oktober 1953 in Gainesville, Florida), ist ein US-amerikanischer Songwriter und Produzent.

## Leben
Desmond Child wurde in Gainesville, Florida geboren und wuchs in Miami auf. Sein Vater, Baron Sándor Márfi, kam aus Ungarn und seine Mutter, Elena Casals, kam aus Kuba. Die Mutter brachte ihm schon früh das Klavierspielen bei. In der High School gründete Child seine erste Band. Er studierte Musik am Dade Community College in Miami. Anschließend führte er sein Studium in New York fort und beendete es mit einem Abschluss der Universität in Kompositions- und Harmonielehre. 2010 schloss er einen exklusiven Verlagsvertrag mit der Universal Music Publishing Group ab.

## Child als Musiker
Er gründete 1977 zusammen mit Myriam Valle, Maria Vidal (heute: Maria Elena Fernandez-Vidal), and Diana Grasselli die Band Desmond Child and Rouge, mit der er zwei Alben für Capitol Records aufnahm (Desmond Child & Rouge und Runners in the Night), die beide 1979 erschienen. Auf dem Album Desmond Child & Rouge befand sich der Song The Fight, den er gemeinsam mit Paul Stanley, Frontman der Band KISS, geschrieben hatte. Das Album erhielt positive Kritiken, erreichte aber keine nennenswerten Verkaufszahlen. Allerdings war darauf der Titel Our Love Is Insane enthalten, der es immerhin auf Platz 51 der Billboard Hot 100 schaffte.  Die Tatsache, dass auch das Nachfolgealbum, Runners in the Night, keinen Verkaufserfolg darstellte, führte dazu, dass Child die Band 1980 auflöste.
Child komponierte zusammen mit Stanley und dem Produzenten Vini Poncia 1979 den Kiss-Hit I Was Made for Lovin’ You und konzentrierte sich nach Auflösung seiner Band darauf, für andere Musiker und Bands Songs zu schreiben, zu komponieren und zu produzieren. Paul Stanley empfahl Child an Jon Bon Jovi und Richie Sambora weiter, die mit ihm ihren ersten großen Hit, You Give Love a Bad Name, schrieben.
Bis heute hat er weit über vierhundert Songs komponiert, von denen viele große Hits wurden. Er schrieb unter anderem Stücke für Cher, Robbie Williams, Iggy Pop, Bonnie Tyler, Michael Bolton, Joan Jett, Aerosmith, Bon Jovi, Alice Cooper, Hanson, Ricky Martin, The Rasmus, Jennifer Rush, Katy Perry und Tokio Hotel.
1991 nahm Desmond Child das Soloalbum Discipline auf, auf dem er mit seiner ehemaligen Kollegin aus Rouge-Zeiten, Maria Vidal, das Duett Obsession sang, und auch Myriam Valle war als Background-Sängerin an den Aufnahmen zum Album beteiligt. Außerdem war auf Discipline seine eigene Version des Titels The Price of Lovin’ You enthalten, den die deutsche Gruppe Bonfire bereits 1989 auf ihrem Album Point Blank veröffentlicht hatte. Für Discipline heuerte Child viele namhafte Musiker an, die ihn beim Songwriting und bei den Aufnahmen unterstützten. Drei Titel schrieb er zusammen mit Diane Warren, Obsession zusammen mit Burt Bacharach. Zu den Musikern auf Discipline gehörten unter anderem Richie Sambora, Steve Lukather, Tico Torres, Vivian Campbell, Joan Jett und Tony Levin.
Es wurden zwei Singles ausgekoppelt, nämlich Love on a Rooftop (Platz 40 der Billboard Hot 100) und You’re The Story of My Life (Platz 74 der Billboard Hot 100). Beide Singles fielen bereits in der Woche nach ihrem Erscheinen wieder aus den Charts. Das Album erreichte Platz 19 in den Billboard-Adult-Contemporary-Charts, dennoch war Discipline ein finanzieller Flop.
Child veröffentlichte im Oktober 2019 das Album Desmond Child Live, das in der Hauptsache seine Interpretation der von ihm geschriebenen Hits anderer Künstler enthält. Bei der Aufnahme unterstützten ihn Justin Benlolo (You Give Love a Bad Name, How can We Be Lovers, I Was Made for Lovin’ You), Lena Hall (I Hate Myself for Loving You) und Tabitha Fair. Für den Song Love on a Rooftop kamen die drei weiblichen Mitglieder seiner früheren Band Rouge, Myriam Valle, Maria Vidal und Diana Grasselli, zu ihm auf die Bühne.
Im August 2020 veröffentlichte er das Lied Viva La Diva.
Für den Herbst 2023 ist die Veröffentlichung seiner Autobiografie geplant.

## Ehrungen und Auszeichnungen
- El Premio Award - Song Of The Year „La Copa De La Vida“ / „The Cup Of Life“ Official World Cup Song 1998
- El Premio Award - Song Of The Year „Livin’ la Vida Loca“ 1999
- Grammy-Nominierung – Song of the Year „Livin’ la Vida Loca“ 2000
- Grammy-Nominierung – Record of the Year „Livin’ la Vida Loca“ 2000
- Grammy-Nominierung – Best Pop Album, Ricky Martin 2000
- NARAS Florida Chapter Heroes Award 2000
- Latin Grammy Award - Rock Album of the Year Alejandra Guzman 2001
- Emmy-Award-Nominierung for „Everyone Matters“ The Muppets 2003
- TAXI Lifetime Achievement Award 2004
- Miami Beach High Wall Of Fame (zusammen mit Barbara Walters, Mickey Rouke, Andy Garcia)
- Songwriters Hall of Fame Nominierung 2007
- Aufnahme in die Songwriters Hall of Fame (19. Juni 2008)[7]
- Wahl ins Board of Directors der Songwriters Hall of Fame[8]

## Diskografie

### Desmond Child & Rouge
- 1979: Desmond Child & Rouge; Capitol Records
- 1979: Runners In The Night; Capitol Records

### Solo
- 1991: Discipline
- 2019: Desmond Child Live

### Für und mit anderen Musikern
| Jahr | Band/Künstler               | Geschriebene, mitgeschriebene und (co-)produzierte Stücke                                                                    | Album                                     |
| ---- | --------------------------- | --- | ----------------------------------------- |
| 1979 | Kiss                        | I Was Made for Lovin’ You | Dynasty                                   |
| 1984 | Kiss                        | Heaven’s on Fire, Under the Gun, I’ve Had Enough (Into the Fire)                                                             | Animalize                                 |
| 1985 | Kiss                        | King of the Mountain, Who Wants to Be Lonely, I’m Alive, Radar for Love, UH! All Night                                       | Asylum                                    |
| 1986 | Bon Jovi                    | Livin’ on a Prayer, You Give Love a Bad Name, Without Love                                                                   | Slippery When Wet                         |
| 1986 | Bonnie Tyler                | If You Were a Woman and I Was a Man, Lovers Again                                                                            | Secret Dreams and Forbidden Fire          |
| 1987 | Aerosmith                   | Angel, Dude (Looks Like a Lady), Heart's Done Time                                                                           | Permanent Vacation                        |
| 1987 | Jimmy Barnes                | Waitin' for the Heartache, Walk on                                                                                           | Freight Train Heart                       |
| 1987 | Kiss                        | Bang Bang You, My Way, Reason to Live                                                                                        | Crazy Nights                              |
| 1987 | Jennifer Rush               | Down to You, Heart Wars | Heart over Mind                           |
| 1988 | Kiss                        | Let’s Put The X In Sex, (You Make Me) Rock Hard                                                                              | Smashes, Thrashes & Hits                  |
| 1988 | Bon Jovi                    | Bad Medicine, Blood on Blood, Born to Be My Baby, Wild is the Wind                                                           | New Jersey                                |
| 1988 | Bonnie Tyler                | Notes from America, Hide Your Heart, produzierte auch das Album                                                              | Hide Your Heart                           |
| 1988 | Joan Jett & The Blackhearts | I Hate Myself for Loving You                                                                                                 | Up Your Alley                             |
| 1989 | Aerosmith                   | What It Takes, F.I.N.E. | Pump                                      |
| 1989 | Alice Cooper                | komplettes Album, u. a. Poison                                                                                               | Trash                                     |
| 1989 | Animotion                   | Calling It Love | Room to Move                              |
| 1989 | Michael Bolton              | How Can We Be Lovers? und Love Cuts Deep, produzierte auch das Album                                                         | Soul Provider                             |
| 1989 | Bonfire                     | The Price of Loving You | Point Blank                               |
| 1989 | Bonfire                     | Sword and Stone | Shocker – The Music                       |
| 1989 | Cher                        | Just Like Jesse James, Emotional Fire, Does Anybody Really Fall in Love Anymore?                                             | Heart of Stone                            |
| 1989 | Ace Frehley                 | Hide Your Heart | Trouble Walkin’                           |
| 1989 | Kiss                        | Hide Your Heart, You Love Me to Hate You                                                                                     | Hot in the Shade                          |
| 1990 | Ratt                        | Givin’ Yourself Away, Heads I Win, Tails You Lose, Lovin You’s a Dirty Job, One Step Away, Shame Shame Shame                 | Detonator                                 |
| 1991 | Kane Roberts                | komplettes Album | Saints and Sinners                        |
| 1991 | Cher                        | Save Up All Your Tears | Love Hurts                                |
| 1991 | Alice Cooper                | Dangerous Tonight | Hey Stoopid                               |
| 1991 | Desmond Child               | komplettes Album; Co-Produktion: Sir Arthur Payson                                                                           | Discipline                                |
| 1992 | Bon Jovi                    | I’ll Sleep When I'm Dead, Keep the Faith,                                                                                    | Keep the Faith                            |
| 1993 | Aerosmith                   | Crazy, Flesh | Get a Grip                                |
| 1993 | Shakira                     | Tú Serás la Historia de Mi Vida                                                                                              | Peligro                                   |
| 1993 | Steve Vai                   | In My Dreams With You | Sex & Religion                            |
| 1995 | Bon Jovi                    | Something for the Pain, This Ain’t a Love Song, Hearts Breaking Even, Diamond Ring                                           | These Days                                |
| 1995 | Roxette                     | You Don’t Understand Me | Don’t Bore Us, Get to the Chorus!         |
| 1997 | Aerosmith                   | Hole in My Soul | Nine Lives                                |
| 1997 | Dream Theater               | You Not Me | Falling into Infinity                     |
| 1997 | Hanson                      | Weird | Middle of Nowhere                         |
| 1998 | Billie Myers                | Kiss the Rain | Growing, Pains                            |
| 1999 | Bon Jovi                    | Real Life | EDtv Original Motion Picture Soundtrack   |
| 1999 | Ricky Martin                | Livin’ la Vida Loca, The Cup of Life                                                                                         | Ricky Martin                              |
| 2000 | Bon Jovi                    | One Wild Night | Crush                                     |
| 2000 | Ricky Martin                | She Bangs | Sound Loaded                              |
| 2002 | Bon Jovi                    | All About Lovin' You, Misunderstood, The Distance                                                                            | Bounce                                    |
| 2002 | Sakis Rouvas                | Ola Kala, The Light, Disco Girl, produzierte auch das Album                                                                  | Ola Kala                                  |
| 2003 | Clay Aiken                  | Invisible, Run to Me | Measure of a Man                          |
| 2003 | La Ley                      | Más Allá | Libertad                                  |
| 2004 | Jesse McCartney             | Because You Live | Beautiful Soul                            |
| 2004 | Diana DeGarmo               | Dreams | Blue Skies                                |
| 2005 | Bon Jovi                    | Bells of Freedom, Dirty Little Secret                                                                                        | Have a Nice Day                           |
| 2005 | Vince Neil                  | Promise Me | -                                         |
| 2006 | Meat Loaf                   | The Monster Is Loose, Blind as a Bat, Monstro, Alive, If God Could Talk, What About Love?                                    | Bat out of Hell III: The Monster Is Loose |
| 2006 | Paul Stanley                | All About You, Lift, Live to Win, Wake Up Screaming, Where Angels Dare                                                       | Live to Win                               |
| 2007 | Mika                        | Erase | Life in Cartoon Motion                    |
| 2007 | Sebastian Bach              | Falling Into You | Angel Down                                |
| 2007 | Bon Jovi                    | (You Want To) Make a Memory                                                                                                  | Lost Highway                              |
| 2007 | Scorpions                   | Hour I | Humanity – Hour I                         |
| 2008 | Ace Young                   | Addicted, A Hard Hand to Hold, Where Will You Go, How You Gonna Spend You Live, The Girl That Got Away, Dirty Mind, The Gift | Ace Young                                 |
| 2008 | Katy Perry                  | Waking Up in Vegas | One of the Boys                           |
| 2008 | The Rasmus                  | Livin’ in a World Without You                                                                                                | Black Roses                               |
| 2009 | Bon Jovi                    | Brokenpromiseland, Fast Cars, Happy Now, Learn to Love                                                                       | The Circle                                |
| 2009 | Margaret Cho                | I Cho Am a Woman | -                                         |
| 2009 | Tokio Hotel                 | Zoom/Zoom into Me | Humanoid                                  |
| 2009 | The Stunners                | Santa Bring My Soldier Home                                                                                                  | (Santa Bring My Soldier Home-Single)      |
| 2010 | Tokio Hotel und Kerli       | Strange | Almost Alice                              |
| 2011 | Tom Beck                    | The Longing | -                                         |
| 2011 | Alice Cooper                | I Am Made Of You | Welcome 2 My Nightmare                    |
| 2013 | Bonnie Tyler                | Believe in Me, Stubborn | Rocks and Honey                           |
| 2015 | Zedd                        | Beautiful Now | True Colors                               |
| 2022 | The Rasmus                  | Jezebel | -                                         |